# Bulboaca (okręg Vaslui)
Bulboaca – wieś w Rumunii, w okręgu Vaslui, w gminie Deleni. W 2011 roku liczyła 367 mieszkańców.